# Orpinell
Orpinell és un nucli de població de Mediona (Alt Penedès), actualment inclòs a l'Inventari del Patrimoni Arquitectònic de Catalunya.

## Descripció
El nucli d'Orpinell es troba a l'extrem nord del terme, sota el puig d'Orpinell i a prop dels termes de La Llacuna i d'Orpí. És d'origen medieval i el formen una gran masia amb construccions auxiliars. La masia, amb coberta a dues vessants, presenta portal adovellat i baluard. És remarcable dintre del conjunt la capella de Sant Maria d'Orpinell, actualment en ruïnes i amb la volta esfondrada se'n conserven parts dels murs laterals, de l'absis semicircular amb arcs cecs, i contraforts.

## Història
Orpinell era una antiga quadra del terme de Mediona, en l'actualitat pràcticament abandonada, l'origen de la qual se situa en època medieval.